# Dikowmyia mediorus
Dikowmyia mediorus là một loài ruồi trong họ Asilidae. Dikowmyia mediorus được Londt miêu tả năm 2002. Loài này phân bố ở vùng nhiệt đới châu Phi.